# EHD2
EHD2 (англ. EH domain containing 2) – білок, який кодується однойменним геном, розташованим у людей на короткому плечі 19-ї хромосоми. Довжина поліпептидного ланцюга білка становить 543 амінокислот, а молекулярна маса — 61 161.
| 10         |  | 20         |  | 30         |  | 40         |  | 50         |
| ---------- |  | ---------- |  | ---------- |  | ---------- |  | ---------- |
| MFSWLKRGGA |  | RGQQPEAIRT |  | VTSALKELYR |  | TKLLPLEEHY |  | RFGAFHSPAL |
| EDADFDGKPM |  | VLVAGQYSTG |  | KTSFIQYLLE |  | QEVPGSRVGP |  | EPTTDCFVAV |
| MHGDTEGTVP |  | GNALVVDPDK |  | PFRKLNPFGN |  | TFLNRFMCAQ |  | LPNQVLESIS |
| IIDTPGILSG |  | AKQRVSRGYD |  | FPAVLRWFAE |  | RVDLIILLFD |  | AHKLEISDEF |
| SEAIGALRGH |  | EDKIRVVLNK |  | ADMVETQQLM |  | RVYGALMWAL |  | GKVVGTPEVL |
| RVYIGSFWSQ |  | PLLVPDNRRL |  | FELEEQDLFR |  | DIQGLPRHAA |  | LRKLNDLVKR |
| ARLVRVHAYI |  | ISYLKKEMPS |  | VFGKENKKKQ |  | LILKLPVIFA |  | KIQLEHHISP |
| GDFPDCQKMQ |  | ELLMAHDFTK |  | FHSLKPKLLE |  | ALDEMLTHDI |  | AKLMPLLRQE |
| ELESTEVGVQ |  | GGAFEGTHMG |  | PFVERGPDEA |  | MEDGEEGSDD |  | EAEWVVTKDK |
| SKYDEIFYNL |  | APADGKLSGS |  | KAKTWMVGTK |  | LPNSVLGRIW |  | KLSDVDRDGM |
| LDDEEFALAS |  | HLIEAKLEGH |  | GLPANLPRRL |  | VPPSKRRHKG |  | SAE        |

A: Аланін

C: Цистеїн

D: Аспарагінова кислота

E: Глутамінова кислота

F: Фенілаланін

G: Гліцин

H: Гістидин

I: Ізолейцин

K: Лізин

L: Лейцин

M: Метіонін

N: Аспарагін

P: Пролін

Q: Глутамін

R: Аргінін

S: Серин

T: Треонін

V: Валін

W: Триптофан

Кодований геном білок за функціями належить до гідролаз, фосфопротеїнів. 
Задіяний у таких біологічних процесах, як ацетилювання, альтернативний сплайсинг. 
Білок має сайт для зв'язування з АТФ, нуклеотидами, іонами металів, іоном кальцію. 
Локалізований у клітинній мембрані, цитоплазмі, мембрані, ендосомах.